# تشارلز أ. ليتل
تشارلز أ. ليتل هو محامي وسياسي أمريكي، ولد في 23 يناير 1854، وتوفي في 29 نوفمبر 1920 في مقاطعة واشنطن في الولايات المتحدة. نشط حزبياً في الحزب الديمقراطي. وقد انتخب عضو مجلس النواب لولاية ماريلند ‏.